# Leiarius marmoratus
Leiarius marmoratus es una especie de peces de la familia Pimelodidae en el orden de los Siluriformes.

## Morfología
• Los machos pueden llegar alcanzar los 100 cm de longitud total y 12 kg de peso.

## Hábitat
Es un pez de agua dulce. y de clima tropical (24 °C-26 °C).

## Distribución geográfica
Se encuentran en Sudamérica: cuencas de los ríos Orinoco y 

Amazonas.